# Iniettore unitario

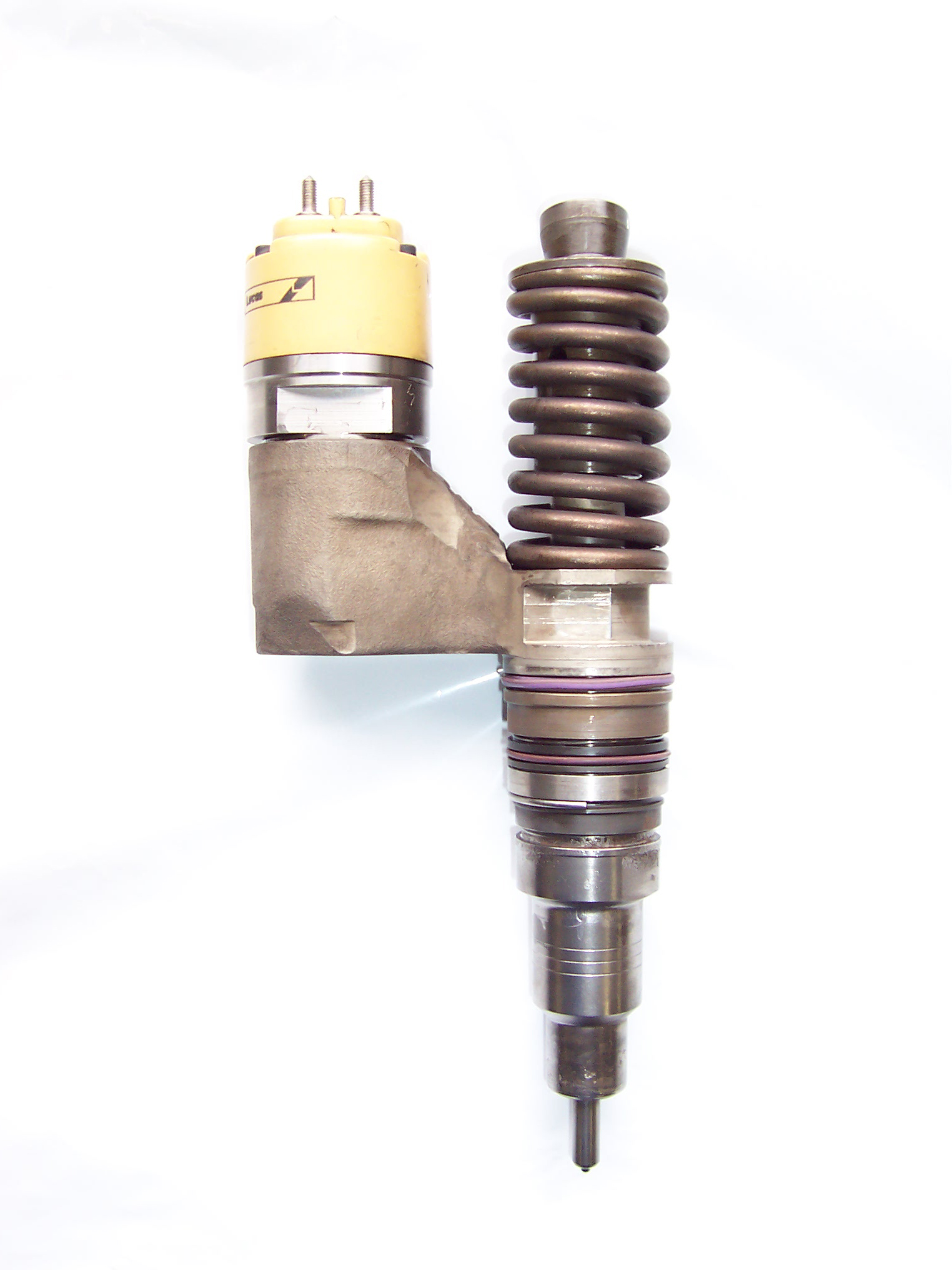
I primi iniettori diesel elettronici Lucas

Un iniettore unitario (UI), chiamato anche iniettore pompa, è un sistema di iniezione diretta integrato ad alta pressione per motori diesel, che combina l'ugello dell'iniettore e la pompa di iniezione in un unico componente. La pompa a pistoni utilizzata è solitamente azionata da un albero a camme comune. In un iniettore, il dispositivo viene solitamente lubrificato e raffreddato dal carburante stesso.
L'iniezione ad alta pressione offre vantaggi in termini di potenza e consumo di carburante rispetto alla precedente iniezione di carburante a pressione inferiore iniettando il carburante sotto forma di un numero maggiore di goccioline più piccole, offrendo un rapporto tra superficie e volume molto più elevato. Ciò fornisce una migliore vaporizzazione dalla superficie delle goccioline di carburante e quindi una combinazione più efficiente dell'ossigeno atmosferico con il carburante vaporizzato, offrendo una combustione più completa e più pulita.

## Storia
Nel 1911, in Gran Bretagna fu rilasciato un brevetto per un iniettore che somigliava a quelli in uso oggi da Frederick Lamplough.

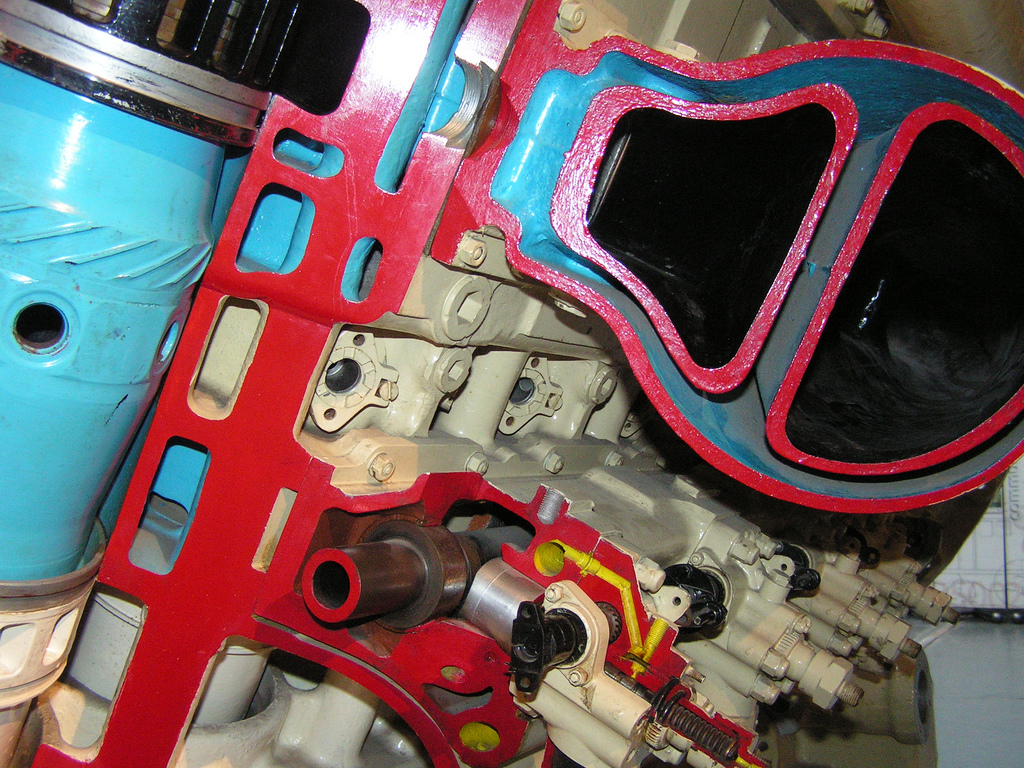
Napier Deltic due tempi a pistoni contrapposti, sezionato. Gli iniettori pompa sono in basso, sotto i passaggi gialli del carburante, azionati da un albero a camme alla loro sinistra e iniettano nel centro della camicia del cilindro (azzurro).

L'uso commerciale degli iniettori unitari negli Stati Uniti iniziò all'inizio degli anni '30 sui motori Winton che alimentavano locomotive, barche e persino sottomarini della Marina statunitense, e nel 1934, Arthur Fielden ottenne il brevetto statunitense n. 1.981.913 sul design dell'iniettore unitario successivamente utilizzato per i motori diesel a due tempi della General Motors. La maggior parte dei motori diesel di medie dimensioni utilizzava una singola pompa e iniettori separati, ma alcuni produttori, come Detroit Diesel ed Electro-Motive Diesel, divennero famosi per preferire gli iniettori unitari, in cui la pompa ad alta pressione è contenuta all'interno dell'iniettore si. La presentazione ASME del 1951 di EW Kettering entra nei dettagli sullo sviluppo del moderno iniettore unitario. Anche Cummins PT (pressione-tempo) è una forma di iniezione unitaria in cui gli iniettori di carburante si trovano su un common rail alimentato da una pompa a bassa pressione e gli iniettori sono azionati da un terzo lobo sull'albero a camme. La pressione determina la quantità di carburante che ricevono gli iniettori e il tempo è determinato dalla camma.
Nel 1994 la Robert Bosch GmbH fornì il primo iniettore elettronico per veicoli commerciali, seguito presto da altri produttori. Nel 1995, Electro-Motive Diesel ha convertito i suoi 710 motori diesel all'iniezione elettronica del carburante, utilizzando un EUI che sostituisce l'UI.
Oggi, i principali produttori sono Robert Bosch GmbH, CAT, Cummins, Delphi, Detroit Diesel, Electro-Motive Diesel.

## Design e tecnologia
Il design dell'iniettore elimina la necessità di tubi del carburante ad alta pressione e con ciò i guasti associati, oltre a consentire il verificarsi di una pressione di iniezione molto più elevata. Il sistema di iniezione unitaria consente tempi di iniezione accurati e controllo della quantità come nel sistema common rail.
L'iniettore è montato nella testata del motore, dove il carburante viene fornito tramite condotti integrali ricavati direttamente nella testata. Ogni iniettore è dotato di un proprio elemento pompante e, nel caso del controllo elettronico, anche di un'elettrovalvola del carburante. Il sistema di alimentazione è suddiviso in bassa pressione (<500 kPa ) sistema di alimentazione del carburante e sistema di iniezione ad alta pressione (<2000 sbarra ).
Caratteristiche tecniche:
- La particolarità del sistema iniettore unitario è che ad ogni cilindro è assegnata una pompa individuale
- La pompa e l'ugello sono quindi riuniti in un gruppo compatto installato direttamente nella testata del cilindro
- Il sistema di iniezione unitaria consente pressioni di iniezione elevate fino a 2.200 bar.

Vantaggi:
- Elevate prestazioni per un motore pulito e potente
- Elevata potenza del motore bilanciata con bassi consumi e basse emissioni del motore
- Elevato grado di efficienza grazie alla struttura compatta
- Basso livello di rumore grazie al montaggio diretto nel blocco motore
- Pressioni di iniezione fino a 2.200 bar per la combinazione ideale di miscela aria-carburante.

## Principio di funzionamento

Diagramma animato in sezione di un tipico iniettore di carburante (fare clic per vedere l'animazione)

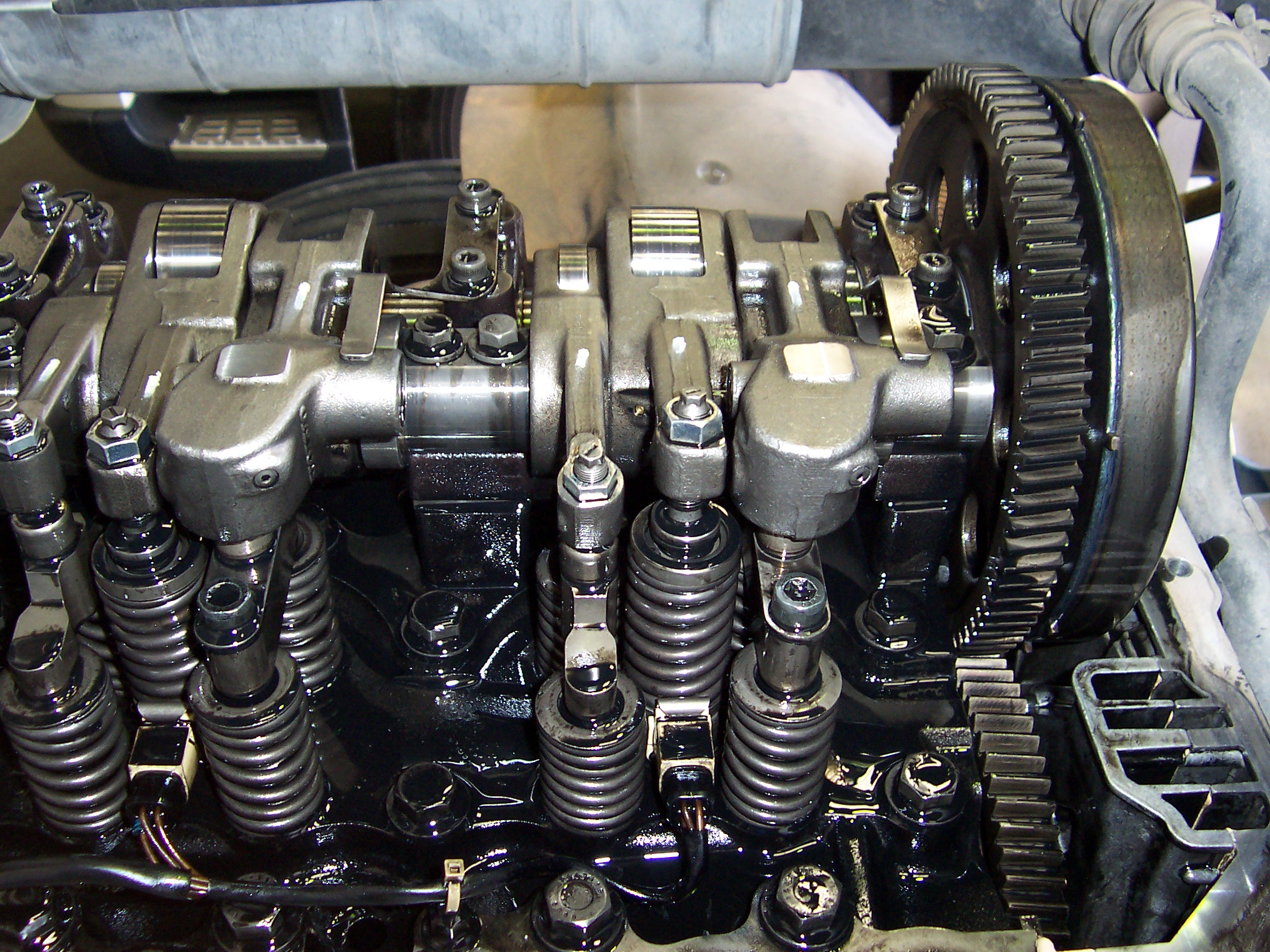
Delphi E1 su un motore Volvo D13A

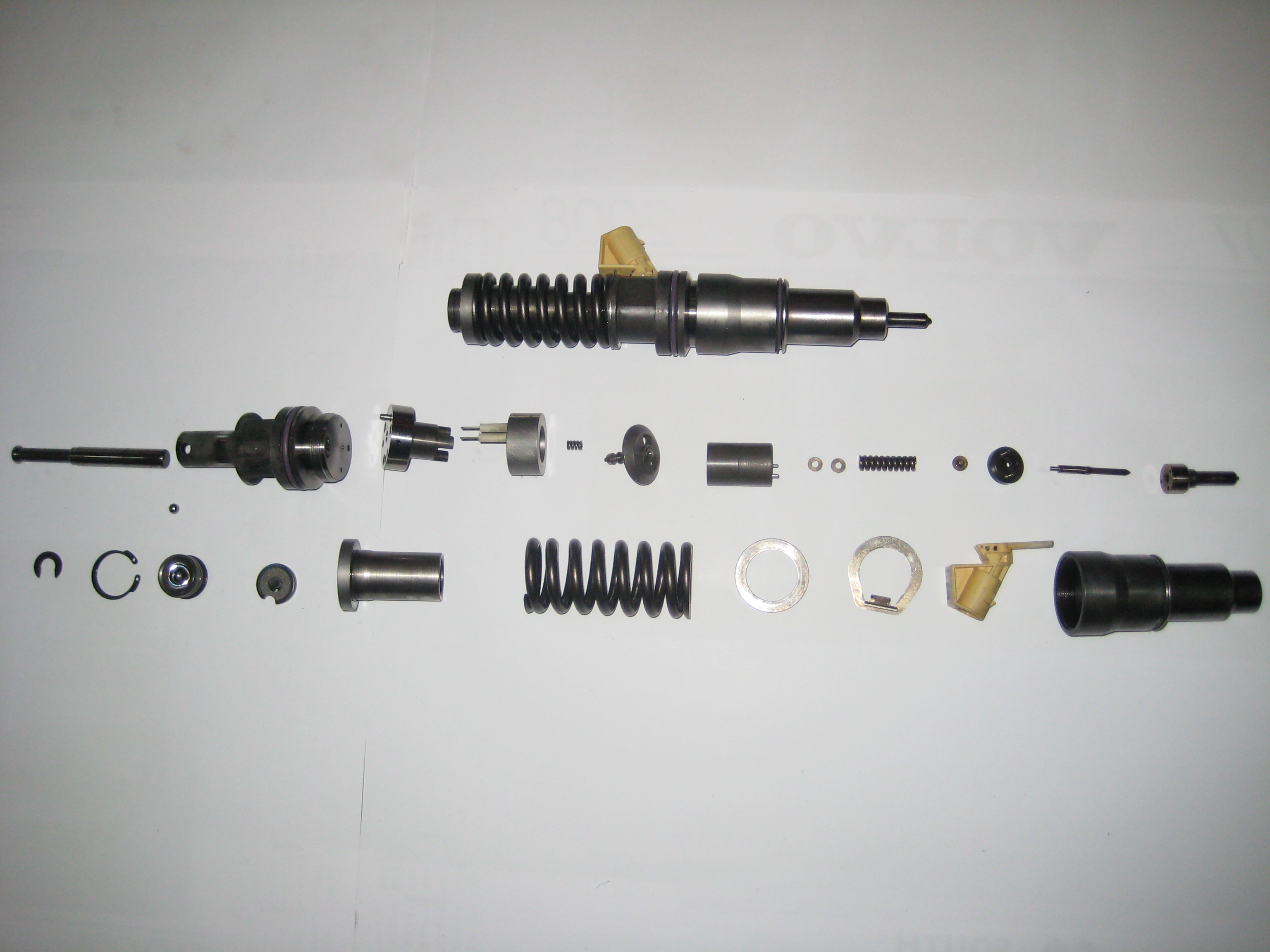
Parti dell'iniettore unità Delphi E1

L'operazione di base può essere descritta come una sequenza di quattro fasi separate: la fase di riempimento, la fase di versamento, la fase di iniezione e la fase di riduzione della pressione .
Una pompa a bassa pressione fornisce gasolio filtrato nei condotti del carburante nella testata e in ciascuna porta il gasolio all'iniettore a stantuffo della pompa a corsa costante, azionato da un albero a camme in testa.
Fase di riempimento
L'elemento della pompa a corsa costante durante la salita aspira il carburante dal condotto di alimentazione nella camera e finché l'elettrovalvola elettrica rimane diseccitata la linea del carburante è aperta.
Fase di fuoriuscita
L'elemento della pompa è in fase di abbassamento e finché l'elettrovalvola rimane diseccitata la linea del carburante è aperta e il carburante fluisce nel condotto di ritorno.
Fase di iniezione
L'elemento della pompa è ancora in fase di abbassamento, il solenoide è ora energizzato e la linea del carburante è chiusa. Il carburante non può ritornare nel condotto di ritorno e viene ora compresso dallo stantuffo finché la pressione non supera la pressione specifica di "apertura" e l'ago dell'ugello dell'iniettore si solleva, consentendo l'iniezione del carburante nella camera di combustione.
Fase di riduzione della pressione
Lo stantuffo è ancora in discesa, l'ECU del motore diseccita il solenoide quando viene erogata la quantità richiesta di carburante, la valvola del carburante si apre, il carburante può rifluire nel condotto di ritorno, causando una caduta di pressione, che a sua volta causa l'ago dell'ugello dell'iniettore per chiudersi, quindi non viene più iniettato carburante.
Riepilogo
L'inizio dell'iniezione è controllato dal punto di chiusura del solenoide e la quantità di carburante iniettato è determinata dal tempo di chiusura, ovvero il tempo in cui il solenoide rimane chiuso. Il funzionamento del solenoide è completamente controllato dalla ECU del motore. Nel tempo, gli iniettori accumulano sporco, il che può portare alla loro occlusione. Questo potrebbe causare perdite e problemi al motore, influenzando il suo funzionamento. Tra i sintomi comuni ci sono un regime di minimo instabile, mancata accensione, strappi durante l'accelerazione, perdite di potenza intermittenti, odore di gasolio all'interno dell’abitacolo, maggiore consumo di carburante e l'emissione di fumi neri e odori sgradevoli.

## Funzioni aggiuntive
L'uso del controllo elettronico consente funzioni speciali; come la fasatura dell'iniezione a temperatura controllata, il bilanciamento dei cilindri (minimo regolare), lo spegnimento dei singoli cilindri sotto carico parziale per un'ulteriore riduzione delle emissioni e del consumo di carburante e l'iniezione multi-impulso (più di un'iniezione durante un ciclo motore).

## Utilizzo e applicazioni
I sistemi di alimentazione con iniettori unitari vengono utilizzati su un'ampia varietà di veicoli e motori; veicoli commerciali di produttori come Volvo, Cummins, Detroit Diesel, CAT, Navistar International e veicoli passeggeri di produttori come Land Rover e Volkswagen Group, tra gli altri, e locomotive di Electro-Motive Diesel.

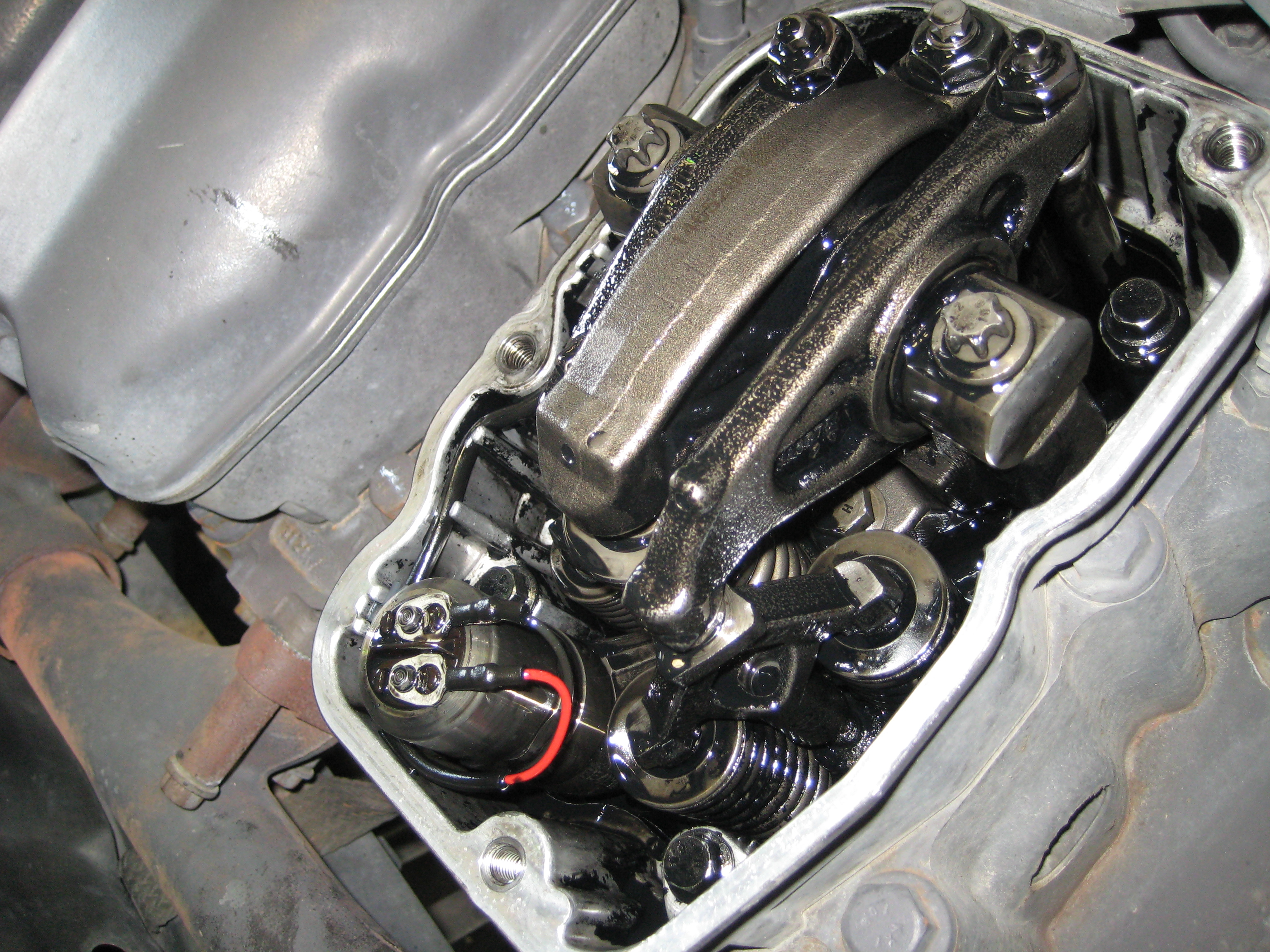
Interfaccia utente Bosch su un motore Scania R164 V8

I principali marchi del Gruppo Volkswagen utilizzavano sistemi di iniettori unitari (con il marchio "Pumpe Düse", comunemente abbreviato in "PD") nei loro motori diesel ad aspirazione diesel ad iniezione (SDI) e turbocompresso ad iniezione diretta (TDI), tuttavia il metodo di iniezione è stato sostituito da un design common-rail, come il nuovo 1.6 TDI.
In Nord America, la Volkswagen Jetta, la Golf e la New Beetle TDI 2004-2006 sono Pumpe Düse (disponibile in entrambe le generazioni MK4 e MK5, rispettivamente con codici motore BEW e BRM, i modelli più vecchi utilizzano una pompa di iniezione azionata da cinghia di distribuzione).
I motori TDI che incorporavano sistemi di iniettori PD prodotti dal Gruppo Volkswagen furono installati anche su alcune auto vendute in Europa e in altri mercati dove il carburante diesel aveva un prezzo conveniente, tra questi c'erano alcune auto Chrysler/Dodge dell'era DaimlerChrysler, ad esempio la Dodge Caliber (MY07 BKD, MY08 BMR), Dodge Journey, Jeep Compass, Jeep Patriot.
Anche Scania AB, produttore di autocarri e motori diesel di grande interesse del Gruppo Volkswagen, utilizza il sistema di iniettori unitari, che chiamano "Pumpe-Düse-Einspritzung" o "PDE".

## Sviluppo e applicazioni dell'elettronica ad azionamento idraulico (HEUI).
Nel 1993, CAT e International Truck & Engine Corporation hanno introdotto l'"iniezione elettronica ad azionamento idraulico" (HEUI), in cui gli iniettori non sono più azionati da un albero a camme e possono pressurizzare il carburante indipendentemente dal regime del motore. Disponibile per la prima volta sul motore diesel Navistar V8 da 7,3 litri/444 cuin. HEUI utilizza la pressione dell'olio motore per alimentare l'iniezione di carburante ad alta pressione, dove il metodo consueto di funzionamento dell'iniettore unitario è con l'albero a camme del motore.
Le applicazioni HEUI includevano la Ford Powerstroke da 7,3 litri e 6,0 litri utilizzata tra maggio 1993 e 2007. International ha utilizzato il sistema HEUI anche per più motori, inclusi i motori DT 466E, DT 570, T-444E, DT-466–570, MaxxForce 5, 7, 9, 10, MaxxForce DT e VT365. Caterpillar ha incorporato i sistemi HEUI nei modelli 3116, 3126, C7, C9, tra gli altri, e anche il motore Daimler-Detroit Diesel Serie 40 fornito da International ha incorporato un sistema di alimentazione HEUI. Isuzu ha montato un sistema HEUI sul motore 3.0 LTR 4JX1 montato sul Trooper e sulle sue varianti. Il sistema HEUI è stato sostituito da molti produttori con soluzioni di iniezione common rail, una tecnologia più recente, per soddisfare un migliore risparmio di carburante e l'introduzione di nuovi standard sulle emissioni.